# Erik af Klint

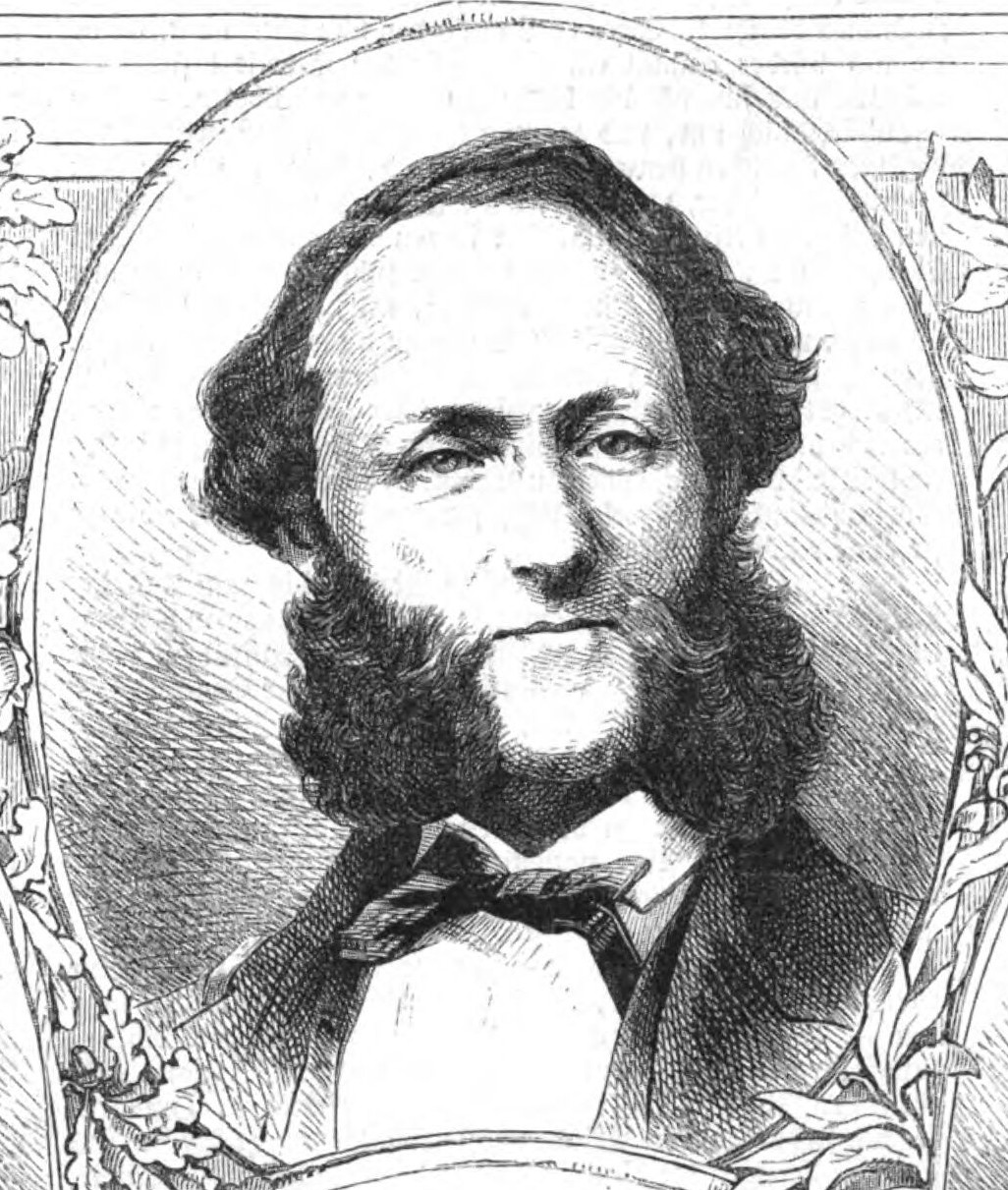
Erik af Klint

Erik Johan Gustaf af Klint (auch Erik of Klint; * 11. Dezember 1816 in Visby; † 20. Juli 1866 bei Lissa) war ein schwedischer Seeoffizier, der in österreichische Dienste trat und 1866 als k. k. Linienschiffskapitän in der Seeschlacht von Lissa fiel.

## Leben
Er stammte aus einer ursprünglich bäuerlichen, später geadelten Familie aus Småland, deren Angehörige sich seit dem 17. Jahrhundert im zivilen Staatsdienst, im Militär und vor allem in der Marine einen Namen gemacht hatten. Nachdem er als Schiffsjunge auf Handelsschiffen und als Kadett auf Kriegsschiffen eingeschifft gewesen war, wurde er 1837 in der schwedischen Marine zum Sekondeleutnant ernannt. Doch wollte er weitere Erfahrungen sammeln und arbeitete drei Jahre lang als einfacher Matrose und als Steuermann auf britischen und amerikanischen Handelsschiffen zwischen den Häfen Englands, Nord- und Südamerikas und Westindiens.
Danach nahm er seinen Dienst in der schwedischen Kriegsmarine wieder auf und wurde 1845 zum Oberleutnant zur See befördert. Nicht unmittelbar im Gefolge des dänischen Admirals Dahlerup, der seit 1848 die k.k. Kriegsmarine reformierte, aber doch im Zusammenhang mit der von ihm begonnenen Anwerbung von Marinefachleuten aus dem Norden trat er 1853 in österreichische Dienste. Dort war er zuerst im Seearsenal von Venedig beschäftigt. Dann übernahm er als Kapitän des bewaffneten Schoners Arethusa den Schutz der Handelsschifffahrt in der Adria und im Ionischen Meer. Angesichts seiner hervorragenden Leistungen als Seeoffizier macht er rasch Karriere und wurde 1856 Korvettenkapitän und 1858 Fregattenkapitän. Im Oktober 1860 wurde Erik af Klint von Kaiser Franz Joseph I. mit dem Commandeurkreuz des königlich sicilianischen Ordens von Franz I. ausgezeichnet. 1861 zum Linienschiffskapitän befördert, wurde er am 21. April 1866 zum Marine-Stations-Commandanten zu Triest ernannt.
Erik af Klint nahm als Kommandant der Dampf-Fregatte Novara am 20. Juli 1866 an der Seeschlacht von Lissa teil. Als die 2. Division, zu der das Schiff gehörte, in einem günstigen Augenblick die italienische Flotte im Rücken angreifen konnte, erhielt die Novara im Feuerkampf 47 Treffer. Bei einem davon wurde Erik af Klint „gleich bei Eröffnung des Gefechtes“ von einer Kugel tödlich getroffen. Admiral Tegetthoff gab der Trauer um den beliebten Offizier in einem Kondolenzbrief Ausdruck, den er an Erik af Klints junge Witwe, Mary Stewart, noch am selben Tag richtete. Er schrieb: „Wie tief Sie Ihr Verlust trifft, weiß ich wohl, aber seien Sie überzeugt, dass die ganze Flotte ebenso tief trauert. Erik von Klint war in jeder Hinsicht ein Ehrenmann, ein tapferer und tüchtiger Seeoffizier, geliebt und geachtet von allen, die ihn kannten.“

„Der Name des Linienschiffs-Kapitäns Erik af Klint, der in der glänzenden Seeschlacht bei Lissa ein ruhmreiches Ende gefunden, ist eng verflochten mit unserer Marine. […] Der junge Nachwuchs unseres Marineoffizierkorps hat ihn bis in die jüngste Zeit als Chef verehren gelernt, unter seiner väterlichen Leitung sich für den Dienst herangebildet. Es war ein ernster, strenger Vorgesetzter, er forderte pünktliche Erfüllung aller Pflichten, er wachte mit unermüdlichem Eifer über die seiner Obsorge anvertrauten Zöglinge und verstand es vor Allem, den echten soldatischen Geist in ihnen zu wecken, der, begeistert für den gewählten Beruf, ganz und voll ihm anzugehören strebt. […]
Bei Helgoland und Lissa haben Schüler und Zöglinge des trefflichen Todten für das Vaterland ihr Blut vergossen; die von ihm ausgestreute gute Saat ist prachtvoll aufgegangen in dem Geiste, von dem unsere Marine jetzt wieder Proben abgelegt hat.“

Postum wurde Erik af Klint der Orden der eisernen Krone dritter Classe mit der Kriegsdecoration verliehen.